# Elaeocarpus musseri
Elaeocarpus musseri är en tvåhjärtbladig växtart som beskrevs av M.J.E. Coode. Elaeocarpus musseri ingår i släktet Elaeocarpus och familjen Elaeocarpaceae. Inga underarter finns listade i Catalogue of Life.